# Зеленорощинское сельское поселение (Ульяновская область)
Зеленоро́щинское се́льское поселе́ние — муниципальное образование в составе Ульяновского района Ульяновской области. Административный центр — посёлок Зелёная Роща. 

## Население
| 2010  | 2012  | 2013  | 2014  | 2015  | 2016  | 2017  |
| ----- | ----- | ----- | ----- | ----- | ----- | ----- |
| 4449  | ↘4412 | ↘4391 | ↗4422 | ↗4428 | ↘4419 | ↘4362 |
| 2018  | 2019  | 2020  | 2021  |       |       |       |
| ↘4294 | ↘4219 | ↘4211 | ↘3973 |       |       |       |

## Состав сельского поселения
В состав поселения входят 9 населённых пунктов: 1 село, 1 деревня, 5 поселков.
| № | Населённый пункт  | Тип населённого пункта       | Население |
| - | ----------------- | ---------------------------- | --------- |
| 1 | Бухтеевка         | деревня                      | 45        |
| 2 | Зелёная Роща      | село, административный центр | 2273      |
| 3 | Красноармейский   | посёлок                      | 661       |
| 4 | Ивановка          | село                         | 446       |
| 5 | Мокрый Куст       | посёлок                      | 137       |
| 6 | Станция-Охотничья | посёлок                      | 743       |
| 7 | Сухая Долина      | посёлок                      | 144       |
| 8 | 864 км            | железнодорожная казарма      | 0         |
| 9 | 875 км            | железнодорожная казарма      | 0         |

## Предприятия
- ООО «Симбирский бекон» (Зелёная Роща) - филиал группы компаний Талина (торговая марка "Атяшево").